# Girirejo (Ngombol)
Girirejo is een bestuurslaag in het regentschap Purworejo van de provincie Midden-Java, Indonesië. Girirejo telt 322 inwoners (volkstelling 2010).